# 黄山水库 (青岛市)
黄山水库，位于中华人民共和国山东省青岛市平度市，控制流域面积37.4平方千米，总库容1330万立方米，是平度的第三大水库，东邻尹府水库。